# Guitar Hero On Tour: Decades
Guitar Hero On Tour: Decades é um jogo da série Guitar Hero que foi lançado em 2008 para a plataforma Nintendo DS. Ele foi desenvolvido pela Vicarious Visions e publicado pela Red Octane e Activision. O jogo é compatível com a versão anterior, Guitar Hero: On Tour, usando o Wi-Fi para que usuários troquem músicas entre os jogo.

## Músicas
| Ano  | Título                             | Artista                  | Versão dos EUA | Versão da Europa | Versão do Reino-Unido |
| ---- | ---------------------------------- | ------------------------ | -------------- | ---------------- | --------------------- |
| 1970 | "All Right Now"                    | Free                     | 1970s          | 1970s            | 1970s                 |
| 1980 | "Any Way You Want It"              | Journey                  | 1980s          | N/A              | 1980s                 |
| 1993 | "Are You Gonna Go My Way"          | Lenny Kravitz            | 1990s          | 1990s            | 1990s                 |
| 1994 | "Buddy Holly"                      | Weezer                   | 1990s          | 1990s            | 1990s                 |
| 2003 | "Can't Stop"                       | Red Hot Chili Peppers    | 2000s          | 2000s            | 2000s                 |
| 2007 | "Crushcrushcrush"                  | Paramore                 | Modern         | N/A              | Modern                |
| 2005 | "Dirty Little Secret"              | The All-American Rejects | Modern         | N/A              | N/A                   |
| 2006 | "Diventerai Una Star"              | Finley                   | N/A            | Modern           | N/A                   |
| 1999 | "Down"                             | Stone Temple Pilots      | 1990s          | 1990s            | 1990s                 |
| 2007 | "Estrella Polar"                   | Pereza                   | N/A            | Modern           | N/A                   |
| 2004 | "Everything is Everything"         | Phoenix (banda)Phoenix   | N/A            | 2000s            | Bonus                 |
| 1982 | "Eye of the Tiger"                 | Survivor                 | N/A            | 1980s            | 1980s                 |
| 1972 | "Free Ride"                        | Edgar Winter Group       | 1970s          | 1970s            | 1970s                 |
| 2003 | "I Believe in a Thing Called Love" | The Darkness             | 2000s          | Bonus            | 2000s                 |
| 1984 | "I Can't Drive 55"                 | Sammy Hagar              | 1980s          | N/A              | N/A                   |
| 1987 | "La Bamba"                         | Los Lobos                | 1980s          | 1980s            | 1980s                 |
| 2001 | "The Middle"                       | Jimmy Eat World          | 2000s          | 2000s            | 2000s                 |
| 1992 | "No Rain"                          | Blind Melon              | 1990s          | 1990s            | 1990s                 |
| 2000 | "One Step Closer"                  | Linkin Park              | 2000s          | 2000s            | 2000s                 |
| 1987 | "The One I Love"                   | R.E.M.                   | 1980s          | 1980s            | 1980s                 |
| 1979 | "One Way or Another"               | Blondie (banda)Blondie   | 1970s          | 1970s            | 1970s                 |
| 2007 | "The Pretender"                    | Foo Fighters             | Modern         | Modern           | Modern                |
| 2007 | "Ready, Set, Go!"                  | Tokio Hotel              | N/A            | Modern           | Modern                |
| 2005 | "Remedy"                           | Seether                  | 2000s          | N/A              | N/A                   |
| 1976 | "Rock and Roll Band"               | Boston                   | 1970s          | N/A              | 1970s                 |
| 1987 | "Satch Boogie"                     | Joe Satriani             | Bonus          | 1980s            | Bonus                 |
| 2001 | "Smooth Criminal"                  | Alien Ant Farm           | Bonus          | Bonus            | 2000s                 |
| 1995 | "Some Might Say"                   | Oasis                    | N/A            | 1990s            | 1990s                 |
| 1974 | "Sweet Home Alabama" (Live)        | Lynyrd Skynyrd           | 1970s          | 1970s            | 1970s                 |
| 2007 | "Tarantula"                        | The Smashing Pumpkins    | Modern         | Bonus            | Modern                |
| 2007 | "Take Over, The Break's Over"      | Fall Out Boy             | Modern         | Modern           | Modern                |
| 1997 | "Volcano Girls"                    | Veruca Salt              | 1990s          | N/A              | N/A                   |
| 1977 | "We Are The Champions"             | Queen                    | Bonus          | 1970s            | Bonus                 |
| 2003 | "You Can't Stop Me"                | Guano Apes               | N/A            | 2000s            | N/A                   |
| 1986 | "You Give Love a Bad Name"         | Bon Jovi                 | 1980s          | 1980s            | 1980s                 |